# カーティア・リッチャレッリ

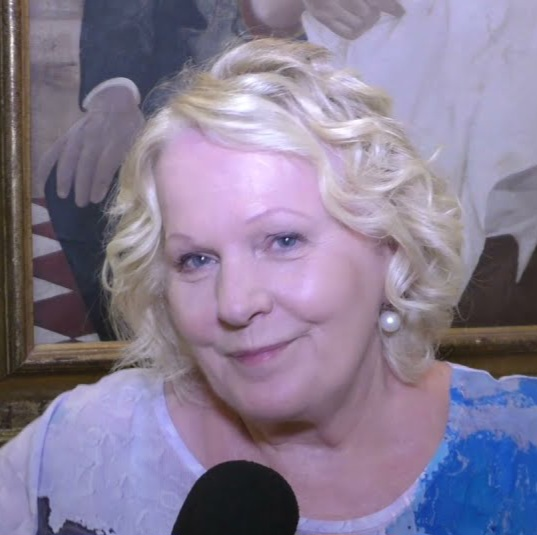
カーティア・リッチャレッリ

カーティア・リッチャレッリ（カティアまたはカーチャとも、Katia Ricciarelli, 1946年1月16日 - ）は、イタリアのオペラ歌手・女優。シチリア島出身のテレビ・タレント、ピッポ・バウと結婚した。
ヴェネト州ロヴィーゴ出身。実家は非常に貧しかったという。イタリア・オペラの上演だけでなく、オペラ映画の制作においても主演に抜擢され、フランコ・ゼッフィレッリ監督の《オテロ》においてデズデモーナ役により、主役のプラシド・ドミンゴと共演した。
ベルカント唱法の伝統を受け継ぐソプラノとして有名。ロッシーニやドニゼッティ、ヴェルディ、カタラーニ、プッチーニを得意とし、囁くようにしぼり出す弱音の艶美なことでは、他の追随を許さない。

## 日本での活動
1976年の第8次NHKイタリア歌劇団での『シモン・ボッカネグラ』にて初来日。
以降、1989年に『アイーダ』上演のため、1989年から1992年まで、また1997年にはリサイタルのため、また2005年にマスタークラス主宰のために来日した。いまも現役で歌手活動を続けている。